# Les Histoires d'Afanti
Les Histoires d'Afanti (chinois : 阿凡提的故事 ; pinyin : āfántí de gùshi) est une série de films d'animation en volume du Studio d'animation de Shanghai en Chine.
La série produite de 1979 à 1988, raconte les aventures d'Afanti, un personnage de la province musulmane du Xinjiang, se promenant toujours avec son âne, très rusé et jouant avec les mots pour arriver à ses fins. Il est inspiré par le célèbre personnage Nasr Eddin Hodja que l'on retrouve dans une grande partie du monde musulman turcophone.

## Titres de la série
1. 卖树荫 (vendre l'ombre d'un arbre)
2. 比智慧 (comparer la sagesse)
3. 种金子 (une plantation en or)
4. 神医 (le médecin)
5. 兔送信(le lapin qui apporte des lettres)
6. 寻开心 (rire de quelqu'un)
7. 巧断案 (le procès intelligent)
8. 驴说话 (l'âne parle)
9. 偷东西的驴 (l'âne voleur)
10. 吝啬鬼 (le misérable)
11. 狩猎记 (souvenir de chasse)
12. 宝驴 (l'âne précieux)
13. 奇婚记 (souvenir d'un mariage inadéquat)
14. 真假阿凡提 (vrai/faux Afanti)